# هارالد موتس
هارالد موتس (به آلمانی: Harald Mothes) بازیکن فوتبال و مهاجم اهل آلمان شرقی بود که از سال ۱۹۸۴ میلادی عضو تیم ملی فوتبال آلمان شرقی بوده‌است. وی در ۱ بازی ملی حضور داشته و در بازی‌های ملی‌اش گلی به ثمر نرساند. هارالد موتس آخرین بازی ملی خود را در سال ۱۹۸۴ میلادی انجام داد.